# Kyan-pô
Kyan-pô é um conjunto de técnicas voltadas ao controle de impulsos diante de situações perigosas. Acredita-se que foi a base psicológica de muitas artes marciais orientais. O próprio bushido - a base dos samurais, possui vínculos com o kyan-pô.
Fortalecer o auto controle é a principal tarefa do kyan-po. Os exercícios de kyan-po foram retirados do tai chi chuan, chi kun e do próprio kung-fu - porém, não tem proposta de combate físico, apenas exercita o corpo e suas energias para fortalecer ao controle sobre os impulsos.
Praticamente desconhecido, o kyan-pô já não faz parte de nenhuma escola marcial moderna. O principal motivo da sua ocultação é que ele foi praticado principalmente por estudantes avançados do Zen e por apresentar um conjunto de movimentos físicos, foram subentendidos como uma arte marcial comum, ocultando assim seu verdadeiro objetivo: combater a própria mente.
Outros fatores relevantes são:
1. Mantido por Sociedades Secretas Chinesas de cunho espiritual, não era revelado ao público.
2. Utilizada para aprimorar combates marciais, ela foi considerada reservada a alguns clãs e não era repassada a pessoas externas.

## Origens
Relata-se sua origem na mítica Ordem dos Dragões Amarelos ou Irmandade dos Dragões Dourados - uma irmandade de origem budista - que floresceu na China antiga e era detentora das Sete Joias da Sabedoria. A primeira jóia seria o Zen ou Chan e a segunda o koan, a terceira seria o Kyan-pô e as outras parecem terem se perdido no tempo (ou são mais secretas!).
Promovendo um luta contra as próprias fraquezas, medos e desequilíbrios, o kyan-pô formava pessoas mais fortes em termos de vontade e coragem. Requisitos fundamentais para os grandes trabalhos de aprimoramento interior.